# Liste von SS-Truppenübungsplätzen
Die Liste von SS-Truppenübungsplätzen nennt die Truppenübungsplätze, die die Waffen-SS in der Zeit des Nationalsozialismus betrieben hat.

## Liste
- SS-Truppenübungsplatz Böhmen
- SS-Truppenübungsplatz Heidelager
- SS-Truppenübungsplatz Kurmark
- SS-Truppenübungsplatz Moorlager
- SS-Truppenübungsplatz Seelager
- SS-Truppenübungsplatz Westpreußen